# Santa Maria de Galegos (Portugal)
Santa Maria de Galegos, también llamada Galegos (Santa Maria), es una freguesia portuguesa del concelho de Barcelos, con 3,19 km² de superficie y 3081 habitantes (2001). Densidad de población: 965,8 hab/km². Posee un valioso castro de la Edad de Hierro, Penha Grande.